# محيي الدين أبو العز (شارع)
محيي الدين أبو العز هو اسم شارع بمنطقة الدقي ويصل بين شارع جامعة الدول وشارع التحرير بمحافظة الجيزة. ترجع تسميتة نسبة إلى محي الدين أبو العز أحد رجال ثورة 23 يوليو.